# 張徳秀
張 徳秀（チャン・ドクス、1894年12月10日 - 1947年12月2日）は、朝鮮の政治家、教育者、独立運動家。本貫は結城張氏、号は雪山。東亜日報の初代主筆。

## 人物
黄海南道載寧郡出身。1910年代に早稲田大学に留学し、在学中は朝鮮人留学生のリーダーとして活躍した。「新亜同盟党」で、大陸中国や台湾の留学生と交流したほか、茅原華山の雑誌「第三帝国」にも寄稿した。1918年に上海に渡り、呂運亨とともに「新韓青年党」を組織した。1919年2月に朝鮮に戻り逮捕された。同年11月の呂運亨の訪日の際には通訳を務めた。1920年「東亜日報」創刊とともに主筆を務め、金明植らと高麗共産党上海派の国内支部を組織した。だが、ボリシェヴィキから提供された資金を実力養成運動や、ワシントン軍縮会議への人員派遣に支出したため、共産主義者からは批判を受けた。1923年に渡米し、1936年にコロンビア大学から博士号を取得した。
1945年の光復後は、韓国民主党に参加した。1946年10月に実施された南朝鮮過度立法議員選挙にソウルで立候補して当選したが、選挙無効を受け、再選挙で落選した。1947年に自宅で現職警察と学生により暗殺された。
死後は日帝強占下反民族行為真相糾明に関する特別法により、親日反民族行為者に認定された。